# 1 Dywizja Kawalerii (III Rzesza)
1 Dywizja Kawalerii (niem. 1 Kavallerie-Division) – dywizja kawalerii niemieckiej, uczestniczyła w agresji na Polskę i Francję oraz w ataku na Związek Radziecki.

## Historia
Dywizję utworzono 25 października 1939 roku, na bazie 1 Brygady Kawalerii która brała udział w agresji na Polskę. Następnie 1 Dywizja Kawalerii uczestniczyła w agresji na Francję, prowadząc atak przez terytorium Holandii. W związku z planowaną agresją na ZSRR została przerzucona na okupowane ziemie polskie. W 1941 roku uczestniczyła w walkach z Armią Czerwoną pod Mińskiem, Homlem i Kijowem. Nad rzeką Prypeć brała udział w zwalczaniu partyzantki radzieckiej. Po odesłaniu do Prus Wschodnich 5 listopada 1941 roku została przeformowana w 24 Dywizję Pancerną.
W czasie walk w Belgii i we Francji (podobnie jak na innych frontach) 1 Dywizja Kawalerii używana była głównie do rozpoznania i ochrony rejonów niedostępnych dla wojsk zmechanizowanych. Podstawową bronią kawalerzystów był karabinek Kar98k.  

## Dowódcy dywizji
- gen. Kurt Feldt
- płk Otto Mengers[3]

## Skład dywizji
- 1 Brygada Kawalerii
- 2 Brygada Kawalerii oraz pułk artylerii konnej, batalion cyklistów, kompania niszczycieli czołgów, batalion inżynieryjny, batalion łączności i dywizyjne oddziały zaopatrzeniowe[1]